# Elena Caffarena
Elena Caffarena, född 1903, död 2003, var en chilensk advokat och feminist. Hon var en pionjärfigur inom den chilenska kvinnorörelsen. 
Hon blev 1926 en av de första kvinnliga advokaterna i Chile. Hon verkade i sitt yrke för kvinnors och arbetares rättigheter. Hon grundade år 1935 Movimiento Pro-Emancipación de las Mujeres de Chile, för att verka för kvinnors rättigheter.